# Limnas
Limnas Trin. é um género botânico pertencente à família Poaceae.